# Wiszenka (rejon jaworowski)
Wiszenka (ukr. Велика Вишенька, Wielka Wiszenka) – dawna wieś na Ukrainie, w obwodzie lwowskim, w rejonie jaworowskim. Leżała na północny wschód od Wereszycy.
Założona w 1554. W II Rzeczypospolitej do 1934 samodzielna gmina jednostkowa. Następnie miejscowość należała do zbiorowej wiejskiej gminy Wiszenka w powiecie gródeckim w woj. lwowskim, której była siedzibą. Wiszenka utworzyła gromadę, w skład której weszły miejscowości Wiszenka, Banity, Basi, Bereziaki, Błażki, Czernycze, Dolina, Dumasy, Gałany, Gerusy, Harachi, Hremy, Iwaśki, Jaworowskie, Jezierna, Jezierna Stara, Juroczki, Juśki, Kałyły, Kiżlanka, Korczmysko, Kowalskie, Kunińce, Kurnickie, Kuszniry, Łutowa, Małatyn, Maryniaki, Melniki, Murskie, Mychałejki, Mychałejki Zajazd, Mykieczaki, Mysaki, Pasławskie, Pod Ługiem, Pod Stawczany, Popowicze, Renczki, Rowy, Smale, Spuśniki, Stary Dwór, Stelmachy, Sydory, Zajazd, Zeliski.
Została zlikwidowana w związku z utworzeniem Jaworowskiego Poligonu Wojskowego. Po wojnie weszła w struktury administracyjne Związku Radzieckiego.
Po dawnej wsi zachowały się jedynie ruiny cerkwi św. Michała.